# ATP Challenger Cherbourg
Das ATP Challenger Cherbourg (offizieller Name: Challenger La Manche – Cherbourg) ist ein seit 1994 stattfindendes Tennisturnier in Cherbourg-en-Cotentin, Frankreich. Es ist Teil der ATP Challenger Tour und wird in der Halle auf Hartplatz ausgetragen. Schon von 1987 bis 1992 fand ein Turnier an selber Stelle statt. Veranstaltungsort ist das Complexe Sportif Chantereyne. Rekordsieger des Turniers sind Nicolas Mahut im Einzel sowie Édouard Roger-Vasselin, Michal Mertiňák, Bill Behrens, Sanchai Ratiwatana und Sonchat Ratiwatana im Doppel. Alle Spieler gewannen bisher zweimal.

## Siegerliste

### Einzel
| Jahr | Sieger                | Finalgegner            | Finalergebnis     |
| ---- | --------------------- | ---------------------- | ----------------- |
| 2025 | Pierre-Hugues Herbert | Jelle Sels             | 6:3, 6:4          |
| 2024 | Zsombor Piros         | Matteo Martineau       | 6:3, 6:4          |
| 2023 | Giulio Zeppieri       | Titouan Droguet        | 7:5, 7:64         |
| 2022 | Benjamin Bonzi        | Constant Lestienne     | 6:4, 2:6, 6:4     |
| 2021 | Ruben Bemelmans       | Lukáš Rosol            | 6:4, 6:4          |
| 2020 | Roman Safiullin       | Roberto Marcora        | 6:4, 6:2          |
| 2019 | Ugo Humbert           | Steve Darcis           | 6:76, 6:3, 6:3    |
| 2018 | Maximilian Marterer   | Constant Lestienne     | 6:4, 7:5          |
| 2017 | Mathias Bourgue       | Maximilian Marterer    | 6:3, 7:63         |
| 2016 | Jordan Thompson       | Adam Pavlásek          | 4:6, 6:4, 6:1     |
| 2015 | Norbert Gombos        | Benoît Paire           | 6:1, 7:64         |
| 2014 | Kenny de Schepper     | Norbert Gombos         | 3:6, 6:2, 6:3     |
| 2013 | Jesse Huta Galung     | Vincent Millot         | 6:1, 6:3          |
| 2012 | Josselin Ouanna       | Maxime Teixeira        | 6:3, 6:2          |
| 2011 | Grigor Dimitrow       | Nicolas Mahut          | 6:2, 7:64         |
| 2010 | Nicolas Mahut (2)     | Gilles Müller          | 6:4, 6:3          |
| 2009 | Arnaud Clément        | Thierry Ascione        | 6:2, 6:4          |
| 2008 | Thierry Ascione       | Kristian Pless         | 7:5, 7:65         |
| 2007 | Federico Luzzi        | Jérôme Haehnel         | 7:5, 7:66         |
| 2006 | Nicolas Mahut (1)     | Jean-Christophe Faurel | 6:2, 6:4          |
| 2005 | Rik De Voest          | Nicolas Mahut          | 7:5, 6:2          |
| 2004 | Julien Jeanpierre     | Roko Karanušić         | 6:1, 6:2          |
| 2003 | Sergio Roitman        | Rafael Nadal           | 6:3, 5:7, 6:4     |
| 2002 | Lionel Roux           | Jean-René Lisnard      | 6:4, 5:7, 6:3     |
| 2001 | Orlin Stanoitschew    | Clemens Trimmel        | 6:4, 3:6, 7:5     |
| 2000 | Julien Boutter        | Michail Juschny        | 6:1, 6:0          |
| 1999 | Sébastien Grosjean    | Antony Dupuis          | 4:6, 6:3, 6:0     |
| 1998 | Jérôme Golmard        | Gianluca Pozzi         | 3:6, 6:4, 6:3     |
| 1997 | Frederik Fetterlein   | Lionel Roux            | 6:3, 6:4          |
| 1996 | Magnus Gustafsson     | Kenneth Carlsen        | 6:7, 7:6, 6:4     |
| 1995 | Gianluca Pozzi        | Kenneth Carlsen        | 1:6, 7:6, 6:4     |
| 1994 | Thierry Guardiola     | Lionel Roux            | 6:4, 6:4          |
| 1993 | nicht ausgetragen     | nicht ausgetragen      | nicht ausgetragen |
| 1992 | Jan Apell             | Christian Saceanu      | 6:3, 6:7, 7:6     |
| 1991 | Jeremy Bates          | Byron Black            | 7:5, 1:6, 7:6     |
| 1990 | nicht ausgetragen     | nicht ausgetragen      | nicht ausgetragen |
| 1989 | Veli Paloheimo        | Martin Laurendeau      | 3:6, 6:3, 6:2     |
| 1988 | Scott Davis           | Jan Apell              | 6:3, 6:4          |
| 1987 | Stefan Eriksson       | Jim Pugh               | 6:3, 6:0          |

### Doppel
| Jahr | Sieger                                        | Finalgegner                             | Finalergebnis      |
| ---- | --------------------------------------------- | --------------------------------------- | ------------------ |
| 2025 | Oleh Prychodko Witalij Satschko               | Lukáš Pokorný Giorgio Ricca             | 6:2, 6:2           |
| 2024 | George Goldhoff James Trotter                 | Ryan Nijboer Niklas Schell              | 6:2, 6:3           |
| 2023 | Iwan Ljutarewitsch Wladyslaw Manafow          | Karol Drzewiecki Kacper Żuk             | 7:610, 7:67        |
| 2022 | Jonathan Eysseric Quentin Halys               | Hendrik Jebens Niklas Schell            | 7:66, 6:2          |
| 2021 | Lukáš Klein Alex Molčan                       | Antoine Hoang Albano Olivetti           | 1:6, 7:5, [10:6]   |
| 2020 | Pawel Kotow Roman Safiullin                   | Dan Added Albano Olivetti               | 7:66, 5:7, [12:10] |
| 2019 | Robert Galloway Nathaniel Lammons             | Javier Barranco Cosano Raul Brancaccio  | 4:6, 7:64, [10:8]  |
| 2018 | Romain Arneodo Sam Weissborn                  | Antonio Šančić Ken Skupski              | 6:3, 1:6, [10:4]   |
| 2017 | Roman Jebavý Igor Zelenay                     | Dino Marcan Sam Weissborn               | 7:64, 6:74, [10:6] |
| 2016 | Ken Skupski Neal Skupski                      | Yoshihito Nishioka Aldin Šetkić         | 4:6, 6:3, [10:6]   |
| 2015 | Andreas Beck Jan Mertl                        | Rameez Junaid Adil Shamasdin            | 6:2, 3:6, [10:3]   |
| 2014 | Henri Kontinen Konstantin Krawtschuk          | Pierre-Hugues Herbert Albano Olivetti   | 6:4, 6:73, [10:7]  |
| 2013 | Sanchai Ratiwatana (2) Sonchat Ratiwatana (2) | Philipp Marx Florin Mergea              | 7:5, 6:4           |
| 2012 | Laurynas Grigelis Uladsimir Ihnazik           | Dustin Brown Jonathan Marray            | 4:6, 7:69, [10:0]  |
| 2011 | Pierre-Hugues Herbert Nicolas Renavand        | Nicolas Mahut Édouard Roger-Vasselin    | 3:6, 6:4 [10:5]    |
| 2010 | Nicolas Mahut Édouard Roger-Vasselin (2)      | Harsh Mankad Adil Shamasdin             | 6:2, 6:4           |
| 2009 | Arnaud Clément Édouard Roger-Vasselin (1)     | Martin Fischer Martin Slanar            | 4:6, 6:2, [10:3]   |
| 2008 | Florin Mergea Horia Tecău                     | Jean-Claude Scherrer Márcio Torres      | 7:5, 7:5           |
| 2007 | Michal Mertiňák (2) Robin Vik                 | Łukasz Kubot Dick Norman                | 6:2, 6:4           |
| 2006 | Jean-François Bachelot Stéphane Robert        | Sanchai Ratiwatana Sonchat Ratiwatana   | 7:65, 6:3          |
| 2005 | Sanchai Ratiwatana (1) Sonchat Ratiwatana (1) | Jean-Christophe Faurel Nicolas Renavand | 6:3, 6:2           |
| 2004 | Michal Mertiňák (1) Alexander Waske           | Emilio Benfele Álvarez Jun Katō         | 6:4, 7:61          |
| 2003 | Benjamin Cassaigne Rik De Voest               | Brandon Coupe Scott Humphries           | 6:717, 7:65, 7:611 |
| 2002 | Noam Behr Jonathan Erlich                     | Julien Benneteau Lionel Roux            | kampflos           |
| 2001 | Julian Knowle Lorenzo Manta                   | Cédric Kauffmann Frédéric Niemeyer      | 3:6, 6:4, 6:3      |
| 2000 | Julien Boutter Michaël Llodra                 | Julien Benneteau Nicolas Mahut          | 2:6, 6:4, 7:5      |
| 1999 | Michael Hill Andrew Painter                   | Massimo Bertolini Cristian Brandi       | 7:5, 7:6           |
| 1998 | Massimo Ardinghi Massimo Bertolini            | Jean-Philippe Fleurian Stéphane Simian  | 6:3, 2:6, 6:4      |
| 1997 | Maks Mirny Kevin Ullyett                      | Stefano Pescosolido Vincenzo Santopadre | 6:3, 6:7, 6:4      |
| 1996 | Marius Barnard Bill Behrens (2)               | João Cunha e Silva Mathias Huning       | 6:2, 4:6, 6:3      |
| 1995 | Bill Behrens (1) Matt Lucena                  | Marius Barnard Stefan Kruger            | 7:6, 6:1           |
| 1994 | Neil Broad Johan de Beer                      | Donald Johnson Kent Kinnear             | 7:6, 2:6, 6:3      |
| 1993 | nicht ausgetragen                             | nicht ausgetragen                       | nicht ausgetragen  |
| 1992 | Kent Kinnear Christian Saceanu                | Joost Winnink Tomáš Anzari              | 6:1, 6:4           |
| 1991 | Sander Groen Byron Talbot                     | Michael Daniel Brian Devening           | 3:6, 6:3, 7:5      |
| 1990 | nicht ausgetragen                             | nicht ausgetragen                       | nicht ausgetragen  |
| 1989 | Ronnie Båthman Andrew Castle                  | Olli Rahnasto Johan Vekemans            | 6:2, 6:3           |
| 1988 | Jan Apell Peter Nyborg                        | Peter Bastiansen Peter Flintsø          | 6:2, 6:2           |
| 1987 | Paul Chamberlin Leif Shiras                   | Jim Pugh Éric Winogradsky               | 7:5, 7:5           |